# ليزلي سميث (مؤرخة)
ليزلي سميث (بالإنجليزية: Lesley Smith)‏ هي مقدمة تلفزيونية ومؤرخة بريطانية، ولدت في 14 يونيو 1957 في لندن في المملكة المتحدة.

## وصلات خارجية
- ليزلي سميث على موقع IMDb (الإنجليزية)